# 山内健次
山内 健次（やまうち けんじ、1964年8月10日 - ）は、日本の男子短距離走選手・日本代表・メダリスト。兵庫県神戸市東灘区生まれ。100m（手動計時）、200m、4×100mリレー、4×200mリレー、4×400mリレー種目の元日本記録保持者。早稲田大学大学院スポーツ科学研究科修士課程修了。2016年3月まで佐野短期大学総合キャリア教育学科教授、2016年4月より東京福祉大学短期大学部こども学科教授。

## 経歴
神戸市立御影中学校に入学すると短距離走を専門とした。神戸市立赤塚山高等学校（現神戸市立六甲アイランド高等学校）に進学し、高校２年生のとき日本選手権200mに全国高校新記録で、同種目大会最年少優勝を果たした。その後は日本大学文理学部、（株）日本健康増進研究会、（株）ゼンリンへと進み日本代表として活躍した。1987年ローマ世界選手権、1988年ソウルオリンピック日本代表。

## 主要大会成績
- 1979年（中学3年生）
  - 兵庫リレーカーニバル 4×200mR　2位 （1分34秒1　4走）
  - ジュニアオリンピック 100m　4位 （11秒22　+0.4m）

- 1980年（高校1年生）
  - 神戸市高校対校　200m　1位 （21秒9　+1.0m）
  - 栃木国体 100m　8位 （11秒28　±0.0m）
  - ジュニアオリンピック 200m　6位 （22秒42　+1.2m）

- 1981年(高校2年生）
  - 兵庫リレーカーニバル 4×400mR　2位 （3分21秒9　3走）
  - 全国インターハイ（横浜） 100m　5位 （11秒10　-1.7m）
  - 全国インターハイ（横浜） 200m　2位 （21秒54　-0.2m）
  - 日本・中国・カナダジュニア対抗　200ｍ　1位（22秒09　-3.2m）
  - 神戸市立高校対校　200ｍ　1位（21秒3　+1.9）全国高校新記録
  - 日本選手権 100m　7位　（10秒93　-0.6m）
  - 日本選手権 200m　優勝 （21秒41　+0.4m） 全国高校新記録
  - ジュニアオリンピック 200m　1位 （21秒32　-0.2m） 全国高校新記録

- 1982年（高校3年生）
  - 兵庫リレーカーニバル 4×400mR　2位 （3分24秒3　2走）
  - 兵庫県高校総体　100m　1位（10秒4　+1.3m）全国高校タイ記録
  - 兵庫県高校総体　200m　1位（21秒0　±0.0m）全国高校新記録
  - 兵庫県高校総体　4×100mR　1位（42秒4　4走）
  - ケルン国際陸上　200m　1位（21秒13　±0.0m）全国高校新記録
  - 日本選手権 100m　7位 （10秒93　-0.6m）
  - 日本選手権 200m　4位 （21秒29　-0.2m）
  - 島根国体 100m　5位 （10秒96　-0.9m）

- 1983年（大学1年生）
  - スポニチ国際陸上 100m　5位 （10秒52　+2.4m）
  - 日本選手権 100m　7位 （11秒22　-　　m）
  - 日本選手権 200m　3位 （21秒66　-0.6m）
  - ユニバーシアード　エドモントン大会 200m　1次予選4着 （21秒90）
  - 全日本インカレ 100m　2位 （10秒79　+0.4m）
  - 全日本インカレ 200m　4位 （21秒59）
  - 全日本インカレ 4×100mR　4位 （41秒17　2走）
  - 全日本インカレ 4×400mR　3位 （3分10秒38　1走）
  - 群馬国体 200m　1位 （21秒24　+2.6m）

- 1984年（大学2年生）
  - 全日本インカレ 100m　6位 （10秒78　+2.7m）
  - 全日本インカレ 200m　1位 （21秒10　+3.4m）
  - 全日本インカレ 4×400mR　5位 （3分12秒29　1走）
  - 奈良国体 200m　3位 （21秒88）

- 1985年（大学3年生）
  - 関東インカレ 100m　7位 （10秒86　-1.5m）
  - 関東インカレ 200m　1位 （21秒56　-1.8m）
  - 関東インカレ 4×100mR　2位 （41秒06　2走）
  - 関東インカレ 4×400mR　3位 （3分11秒01　1走）
  - 日本選手権 200m　3位 （21秒44　0.0）
  - ユニバーシアード　神戸大会 200m　2次予選1組5着 （21秒82　-2.0）
  - ユニバーシアード　神戸大会 4×400mR　6位 （3分05秒09　3走） 日本新
  - アジア選手権 4×100mR　　位 （　秒　2走）
  - アジア選手権 4×400mR　2位 （3分07秒92　3走）
  - 全日本インカレ 200m　1位 （21秒40）
  - 鳥取国体 200m　1位 （21秒03　+5.2m）
  - 鳥取国体 4×100mR　1位 （41秒15　4走）

- 1986年
  - 日本選手権 200m　3位 （21秒65　-1.7）
  - アジア大会 4×400mR　優勝 （3分02秒33　2走） アジア新

- 1987年
  - 日本選手権 200m　優勝 （20秒95　-1.7）
  - 世界選手権 4×400mR　準決勝1組7着 （3分04秒86　2走）

- 1988年
  - 日本選手権 200m　優勝 （21秒13　-2.3）
  - オリンピック 200m　2次予選1組5着 （20秒94　+1.7）
  - オリンピック 4×100mR　準決勝1組5着 （38秒90　2走） 日本新
  - オリンピック 4×400mR　準決勝2組6着 （3分03秒80　2走）

- 1989年
  - 日本選手権 200m　4位 （21秒17　+1.4）
  - IAAFワールドカップ 4×100mR　8位 （39秒32　3走）

- 1991年
  - 日本選手権 400m　7位 （46秒85）

『日本陸上競技連盟七十年史』（1995年）参考

## 著作
- 『幼児体育教本』（河田隆（編著）、同文書院、ISBN 978-4-8103-1339-0)
- 『これからのレジャー・レクリエーション』（澤村博／近藤克之／加藤幸真（編著）、ポラーノ出版、ISBN 978-4-908765-03-2)